# Marcus Rojas

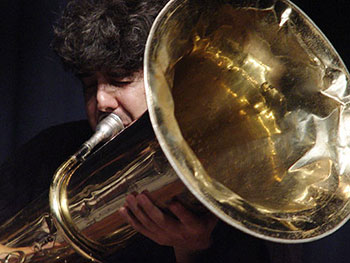
Marcus Rojas 2007

Marcus Rojas (* 23. Februar 1963 in Brooklyn, New York City) ist ein US-amerikanischer Jazz-Tubist und Musikpädagoge.

## Leben und Wirken
Marcus Rojas graduierte an der New Yorker Fiorello H. LaGuardia High School of Music & Art and Performing Arts. Danach erwarb er den Bachelor am New England Conservatory of Music. Am Ende der 1980er Jahre gehörte er den Ensembles von Henry Threadgill an< und wirkte an einer Reihe von Aufnahmen mit, wie Spirit of Nuff...Nuff (1990). Mitte der 1990er-Jahre war er Mitglied des New Yorker Avantgarde-Trios mit Spanish Fly mit dem Trompeter Steven Bernstein und dem Gitarristen David Tronzo. 1994 entstanden die beiden Alben Fly by Night (Accurate Records) und Rags to Britches auf Knitting Factory Records.
Außerdem wirkte Rojas im Laufe seiner Karriere bei Plattenaufnahmen mit Musikern wie Michael Blake (Combobulate, 2022), Jim Hall (Textures, 1996), Howard Johnsons Gravity, Phillip Johnstons Big Trouble, im Phantom Orchestra von Anne LeBaron, George Schullers Orange Then Blue, bei Marc Ribot, Wadada Leo Smith, John Zorn, Sly & Robbie und Foetus mit.
Anfang der 2000er Jahre leitete er die Formation Big Happy (mit Michael Blake, Charlie Burnham, Dave Phelps, Calvin Weston). Ferner spielte er in den Big-Band-Projekten von Marty Ehrlich (The Long View, 2002) und Wayne Shorter (Alegria, 2002), arbeitete bei Dave Douglas, mit dem er im Duo auftrat und bei dessen Album Mountain Passages (2004) mitwirkte, sowie mit Oren Marshall im Low Frequency Tuba Project und mit Gina Leishman in Kamikaze Ground Crew Covers; in den 2000er Jahren in der Shaat'nez Band von Ori Kaplan. 2011 wirkte er bei Ryan Truesdells Centennial – Newly Discovered Works of Gil Evans mit.
Er unterrichtet an der New York University, der State University of New York at Purchase, am Brooklyn College und der Manhattan School of Music.

## Diskographische Hinweise
- Tattoos and Mushrooms (2009), mit Steven Bernstein, Kresten Osgood
- Jason Robinson, J. D. Parran, Marty Ehrlich, Marcus Rojas, Bill Lowe, Liberty Ellman, Drew Gress, George Schuller, Ches Smith: Tiresian Symmetry (Cuneiform Records, 2012)